# Anthrax albofasciatus
Anthrax albofasciatus är en tvåvingeart som beskrevs av Macquart 1840. Anthrax albofasciatus ingår i släktet Anthrax och familjen svävflugor. Inga underarter finns listade i Catalogue of Life.